# Тао (историческа област)
Средновековната област Тао се простира във високопланинския район между реките Чорох и Кура. Дели се на Горен Тао, в поречието на Тортум, и Долен Тао, през който тече десният приток на Чорох Олту. През IX-X век областта влиза в пределите на Тао-Кларджетското княжество. При Давид III Куропалат (961-1000 г.) Горен Тао се обособява като самостоятелно владение с ръководна военнополитическа роля сред грузинските и арменските княжества. Скоро след смъртта на този владетел областта е поделена между Византия и Грузия.